# Becky Kellar
Becky Kellar   (Hagersville, 1 de gener de 1975) és una exjugadora professional d'hoquei sobre gel canadenca, guanyadora de quatre medalles olímpiques.
Jugadora dels Burlington Barracudas, va participar en els Jocs Olímpics d'Hivern de 1998 realitzats a Nagano (Japó), on aconseguí guanyar la medalla de plata. En els Jocs Olímpics d'Hivern de 2002 realitzats a Salt Lake City (Estats Units) aconseguí guanyar la medalla d'or, metall que repetiria en els Jocs Olímpics d'Hivern de 2006 realitzats a Torí (Itàlia) i en els Jocs Olímpics d'Hivern de 2010 realitzats a Vancouver (Canadà).
Al llarg de la seva carrera ha guanyat set medalles en el Campionat del Món d'hoquei sobre gel femení, destacant quatre medalles d'or.